# M 48 (звёздное скопление)
Рассеянное скопление M 48 (также известное как Объект Мессье 48 или NGC 2548) является рассеянным скоплением в созвездии Гидры.

## История открытия
Скопление было открыто Шарлем Мессье в 1771 году.

## Интересные характеристики
Предполагаемый возраст скопления приблизительно 300 миллионов лет.

## Наблюдения
Это богатое звёздами скопление расположено на западной границе созвездия Гидры. Наилучшее время для наблюдений — зима. В хороших условиях оно может быть замечено невооруженным глазом как южная вершина равнобедренного треугольника с основанием из звезд 2 Гидры и ξ Единорога.
В полевой бинокль или искатель телескопа в скоплении виден десяток звёзд на фоне диффузного свечения. В телескоп небольшой (100—127 мм) апертуры скопление почти полностью разрешается и при умеренном увеличении (50-60х) заполняет всё поле зрения полусотней звезд. Самые яркие из них (желтоватые и белые) образуют фигуру, напоминающую бумеранг, пересекающий площадь скопления. В телескоп большей апертуры можно насчитать до 80 звезд — членов скопления.

### Соседи по небу из каталога Мессье
- M 67 — (на северо-восток, в Раке) рассеянное скопление из огромного количества неярких звезд;
- M 50 — (на запад, на южной границе Единорога) компактное скопление области зимнего Млечного Пути;
- M 46 и M 47 — (на юго-запад) пара интересных скоплений в северной части Кормы;
- M 50 — (на северо-запад, в Единороге) компактное скопление;

### Последовательность наблюдения в «Марафоне Мессье»
…M 46 → M 47 → M 48 → M 67 → M 44…